# 于尔岑
于尔岑（德語：Uelzen，發音：[ˈʏltsn̩] ⓘ），官方名称汉萨城于尔岑（Hansestadt Uelzen），是德国下萨克森州于尔岑县的城市，也是于尔岑县的县治，面积136.84平方千米，2023年12月31日人口为33,991人。

## 友好城市
于尔岑与以下城市结为友好城市：
- 英格兰 巴恩斯特珀爾
- 法國 布瓦纪尧姆
- 白俄羅斯 科布林
- 布吉納法索 蒂卡雷（英语：Tikaré, Burkina Faso）